# Guillem II de Castellvell
Guillem de Castellvell (segle xii). Primer senyor de la Baronia de Castellvell (posteriorment anomenada Entença) (1174-1178) i Senyor de la baronia de Castellví de Rosanes (1167-1178).
Fill de Guillem Ramon II de Castellvell i la dama Mafalda de Barcelona, es casà amb Balasqueta de Vilademuls, amb qui tingué tres fills:
- Albert I de Castellvell, baró de Castellvell i de Castellví de Rosanes. Mort a la Quarta Croada el 1205. Aleshores les terres es van repartir entre les altres dues germanes.
- Guillema I de Castellvell, senyora de Castellví de Rosanes i casada amb Guillem Ramon I de Montcada, vescomte de Bearn.
- Alamanda I, senyora de la baronia de Castellvell.

L'any 1174 a Perpinyà, Guillem de Castellvell va rebre del rei Alfons I, fill de Ramon Berenguer IV, el territori originari de la baronia de Castellvell (futura baronia d'Entença): els castells de Móra d'Ebre, Tivissa, Garcia i Marçà amb totes les seves propietats, conquerits de feia poc als musulmans de Siurana de Prades (últim assentament sarraí al Principat).